# گوزنها
گوزنها فیلمی به کارگردانی و نویسندگی مسعود کیمیایی، محصول سال ۱۳۵۳ خورشیدی است. این فیلم سیاه و سفید محصول استودیو میثاقیه و به تهیه‌کنندگی مهدی میثاقیه است.
بهروز وثوقی با بازی در این فیلم جایزهٔ بهترین بازیگر مرد در سومین جشنواره جهانی فیلم تهران در سال ۱۳۵۳ را از آن خود کرد.
در رای‌گیری از ۵۵ فیلم‌شناس ایرانی در سال ۱۳۸۱، گوزنها به همراهِ باشو، غریبه‌ی کوچک کارِ بهرام بیضایی بهترین فیلم تاریخ سینمای ایران شناخته شده است در رأی‌گیری‌های ۱۳۸۸ و ۱۳۹۸ مجلّهٔ فیلم نیز گوزنها بهترین فیلم تاریخ سینمای ایران شناخته شد.

## خلاصه داستان
مرد تحت تعقیبی به نام قدرت (فرامرز قریبیان)، پس از سرقت مسلحانه از بانک، خود را به دوستش سید رسول (بهروز وثوقی) می‌رساند. سید مردی معتاد است و همراه فاطمه که دورانی عاشق یکدیگر بوده‌اند زندگی می‌کند فاطمه بازیگر تئاتر می‌باشد. سید که مردی زبون است، با کمک معنوی قدرت به خودش می‌آید. ابتدا در مقابل مزاحم فاطمه و سپس صاحب خانه می‌ایستد و سپس هروئین فروشی که او را به اعتیاد کشانده از پا درمی‌آورد. پلیس رد قدرت را در خانه سید می‌یابد. سید با اجازه پلیس پیش قدرت می‌رود تا او را وادار به تسلیم کند، اما قدرت مقاومت می‌کند. پلیس خانه را به گلوله می‌بندد و هر دو در انفجار خانه کشته می‌شوند.

## بازیگران
اسامی بازیگران فیلم گوزنها به شکل* و ترتیب نمایش در عنوان‌بندی آغازین فیلم:
| شمارگان | بازیگر             | نقش          | گوینده        | توضیحات                    |
| ------- | ------------------ | ------------ | ------------- | -------------------------- |
| ۱       | بهروز وثوقی        | سید رسول     | بهروز وثوقی   |                            |
| ۲       | فرامرز قریبیان     | قدرت         | حسین عرفانی   |                            |
| ۳       | پرویز فنی‌زاده      | محمد، مستأجر | حسن عباسی     |                            |
| ۴       | نصرت پرتوی         | فاطی         | فهیمه راستکار | با معرفی:                  |
| ۵       | گرشا رئوفی         | اصغر، ساقی   | فرشید فرزان   |                            |
| ۶       | عنایت [الله] بخشی  | صاحبخانه     | فرشید فرزان   |                            |
| ۷       | منوچهر نادری       | عباس         |               |                            |
| ۸       | مستانه جزایری      | زن اصغر      |               |                            |
| ۹       | محبوبه بیات        | مستاجر       |               |                            |
| ۱۰      | پروین سلیمانی      | مستأجر       | بدری نوراللهی |                            |
| ۱۱      | اردشیر پهلوان      |              |               |                            |
| ۱۲      | سعید پیردوست       | کفترباز      | اصغر افضلی    |                            |
| ۱۳      | نظام‌الدین شفائی    |              |               |                            |
| ۱۴      | جهانگیر فروهر      | مستأجر       | اصغر افضلی    |                            |
| ۱۵      | [محمدعلی] ورشوچی   | مستاجر       |               |                            |
| ۱۶      | [علی‌اکبر] مهدوی‌فر  |              |               |                            |
| ۱۷      | صفوری              |              |               |                            |
| ۱۸      | فهیمه آموزنده      |              |               |                            |
| ۱۹      | حمید سعیدپور       |              |               |                            |
| ۲۰      | شادی آفرین         |              |               |                            |
| ۲۱      | کارمن              |              |               |                            |
| ۲۲      | [اکبر] جنتی شیرازی |              |               |                            |
| ۲۳      | [حسین] شهاب        |              |               |                            |
| ۲۴      | [رضا] حاجیان       |              |               |                            |
| ۲۵      | علی بابا           |              | علی بابا      | بازیگران تئاتر جامعه باربد |
| ۲۶      | عنایت‌الله شفیعی    |              | شهاب عسگری    | بازیگران تئاتر جامعه باربد |
| ۲۷      | محمد عطایی         |              |               | بازیگران تئاتر جامعه باربد |
| ۲۸      | مصطفی برقی         |              |               | بازیگران تئاتر جامعه باربد |
| ۲۹      | حسین یوسفی         |              |               | بازیگران تئاتر جامعه باربد |
| ۳۰      | آنوش               |              |               | بازیگران تئاتر جامعه باربد |
| ۳۱      | ورجاوند            |              |               | بازیگران تئاتر جامعه باربد |
| ۳۲      | امرالله صابری      |              | شهاب عسگری    |                            |
| ۳۳      | [نعمت‌الله] گرجی    | پدر سید رسول | باقر توکلی    |                            |

* اسامی داخل کروشه در عنوان بندی یا پوستر درج نشده‌اند.
فیلم گوزنها با مدیریت علی کسمایی و با صدابرداری محمد محمدی در استودیو میثاقیه دوبله شد. دیگر گویندگان در نقشهای فرعی شامل: مهدی آرین‌نژاد (پلیس)، محمد آفرین (پلیس)، تاجی احمدی (مستأجر)، سیامک اطلسی و حسین معمارزاده (بازیگران تئاتر)، ناهید امیریان (دختر اصغر)، مهین بزرگی (گیتی فروهر) و ناصر خاوری بودند.

## نمایش و فروش
گوزنها نخستین بار در ششم آذر سال ۱۳۵۳ در تالار رودکی تهران (تالار وحدت) به عنوان یکی از فیلم‌های بخش مسابقه سومین جشنواره جهانی فیلم تهران به نمایش درآمد و روز بعد هم در سینما پارامونت تهران هم به نمایش درآمد و مورد استقبال شدید تماشاگران که اغلب دانشجو بودند قرار گرفت.
بعد از این دو نمایش، از نمایش عمومی فیلم جلوگیری شد تا اینکه بعد از تغییراتی در فیلم، نسخه اصلاح شده گوزن‌ها در اکران گسترده از تاریخ چهارشنبه ۸ بهمن ۱۳۵۴ خورشیدی در سینماهای تهران و شهرستانها بر روی پرده رفت.
سینماهای نمایش‌دهنده نسخه اصلاح شده فیلم گوزنها در تهران، در گروه سینمایی آسیا شامل ۱۳ سینمای آسیا، ژاله، رکس، شهوند، لیدو، نپتون، توسکا، المپیا، پاسارگاد، چرخ و فلک، کاپری، ناتالی و سیلورسیتی (قلهک) بودند.
سینماهای نمایش‌دهنده فیلم در شهرستانها شامل ۱۳ سینمای «شهر فرنگ» در مشهد، «چهار باغ» و مهتاب در اصفهان، کاپری و پرسپولیس در شیراز، ساحل در اهواز، شیرین و کیهان در آبادان، کوروش در رشت، متروپل و «تخت جمشید» در تبریز، آتلانتیک در کرمانشاه، امپایر در گرگان بودند.
فیلم گوزنها، پس از۴ هفته نمایش در تهران، در گروه سینمایی آسیا و سینما کاپری در تاریخ سه‌شنبه ۵ اسفند ۱۳۵۴ جای خود را به فیلم بابا خالدار در این گروه سینمایی داد ولی نمایش فیلم برای ۳ هفته دیگر تنها در سینما کاپری ادامه یافت و در نهایت پس از ۷ هفته نمایش در تاریخ پنجشنبه ۲۸ اسفند ۱۳۵۴ جای خود را به فیلم قرار بزرگ (محمدعلی فردین) داد.
به گزارش مجله سینما ستاره، گوزنها در پایان هفته سوم نمایش در گروه نمایشی آسیا - کاپری، یک میلیون و ۸۰۰ هزار تومان فروش داشته است.
گوزن‌ها با ۲ میلیون و ۶۰۰ هزار تومان پرفروش‌ترین فیلم سال در تهران شد. گوزن‌ها چه در پایتخت و چه در شهرهای دیگر به‌صورت مکرر اکران شد و مورد استقبال قرار گرفت.

## سایر عوامل فیلم[۱][۵]
- دستیار کارگردان: مسعود سلطانی
- دستیار کارگردان: محمد تراب نیا
- سایر دستیاران:
  - نصرت کریمی
  - احمد بخشی
  - حسین حقیقی
  - ابراهیم
  - غلامعلی آذریون
  - علی درویشی
  - محمد مجیدی
- عکاس: کیومرث درمبخش
- دستیار عکاس: رضا رجبعلیان
- چاپ و لابراتوار: اصغر امینیان
- نظارت چاپ و لابراتوار: صادق نوذری
- دستیار فیلمبردار: جمشید فرحی
- مدیر صداگذاری: روبیک منصوری
- صدابردار: رضا قویدل
- دستیار صدابردار: مسعود خبازان
- خواننده تیتراژ نخست: پری زنگنه (ترانهٔ گنجشکک اشی‌مشی)
- طرح پرده: مرتضی ممیز
- تدارکات صحنه: صفوری
- آثار و جلوه‌های ویژه: محمد پیراسته

## نقش معتاد
سعید پیردوست دربارهٔ بازی بهروز وثوقی در این فیلم می‌گوید: «آقای وثوقی به تحقیق و مطالعه برای نزدیک شدن به نقش اعتقاد داشت. من به خوبی به یاد دارم که آقای بهروز وثوقی، فرد معتادی را که در فیلم «گوزن‌ها» هم در صحنه‌های بازارچه او را با وثوقی می‌بینیم را برای چند ماه به خانه‌اش برد تا با او زندگی کند به این دلیل که بتواند به شرایط و حال و هوای یک فرد معتاد نزدیک شود. بهروز وثوقی، تمام خماری‌ها و چرت زدن‌های او را دید و تمام شرایط یک معتاد را مستقیماً نظاره کرد و به همین دلیل هم توانست نقش سید را به خوبی ایفا کند. به گونه‌ای که همه تماشاگران بازی او را تحسین کردند و پذیرفتند.»

## حواشی

### تغییر پایان فیلم
برای فیلم دو پایان وجود دارد. اولی پایان اصلی ساخته عوامل، و دومی پایان ساخته ساواک. مسعود کیمیایی در این باره می‌گوید:
بعد از نمایش گوزنها در جشنوارهٔ جهانی فیلم تهران گفتند انتهای فیلم باید تغییر کند. چون در ذهن خودشان از شخصیت‌های فیلم، مابه‌ازای واقعی ساخته بودند؛ مثلاً این امیرپرویز پویان است، آن یکی شاه است، فلانی مأمور ساواک است، آن یکی زندانی است و… من و آقای میثاقیه زیر بار نرفتیم و مأموران ساواک ما را از استودیو به ادارهٔ ساواک بردند. کار به جایی رسید که خودشان آمدند و پایان‌بندی فیلم را عوض کردند. کارگردان و صدابردار را خودشان آوردند، فیلمبردار هم خود نعمت حقیقی بود.

### آتش‌سوزی سینما رکس آبادان
واقعه آتش‌سوزی سینما رکس آبادان و موضوع طعنه‌دار فیلم که تنها سه سال پس از واقعه سیاهکل به پرده رسید، شایعات زیادی را در خصوص این فیلم دامن زد. پری زنگنه ترانه گنجشکک اشی‌مشی را روی این فیلم خوانده است.

پوستر اکرانی در سینما رکس آبادان

کارگردان این فیلم در مصاحبه با برنامه «فیلم‌کات» اشاره کرده که پایان این فیلم پس از نمایش در سومین جشنواره جهانی فیلم تهران به دستور ساواک کاملاً تغییر کرد و «گوزن‌ها» در سال‌های پیش از انقلاب با پایان تغییر یافته به نمایش عمومی درآمد اما پس از انقلاب پایان اصلی نسخه اولیه جایگزینش شد.

### اقتباس از اثر محمود دولت‌آبادی
محمود دولت‌آبادی دربارهٔ فیلم گوزنها می‌گوید: نمایش‌نامه‌ای نوشته بودم به نام تنگنا، وقتی به زندان افتادم این نمایش‌نامه بدون اجازه من، به فیلم برگردانده شد؛ و نامش شد گوزنها آن هم بی‌هیچ اشاره‌ای به نمایشنامه و نویسنده‌اش. از زندان که درآمدم فیلم را دیدم. موضوع، فضا و پرسوناژها همه از نمایش‌نامه (تنگنا) برداشته شده بود.

## اکران مجدد درپنجاهمین جشنواره بین‌المللی فیلم روتردام
کامل‌ترین نسخهٔ فیلم گوزن‌ها که شامل تمامی بخش‌های کم شده و اضافه شده در فیلم است، در خرداد ماه سال ۱۴۰۰ برابر با جون ۲۰۲۱ در بخش دوم پنجاهمین جشنواره بین‌المللی فیلم روتردام که Cinema Regained نامیده می‌شود، به نمایش درآمد. این بخش مربوط به آثار کلاسیک بازیافته شده یا فیلم‌ها و مستندهایی مرتبط با میراث سینما است، این نسخه از گوزن‌ها با همکاری سازنده‌اش، مسعود کیمیایی و فیلمخانه ملی ایران فراهم شده است.